# Euxanthe wakefieldi
Euxanthe wakefieldi es una especie de lepidóptero de la familia Nymphalidae. Es originario de Sudáfrica, desde KwaZulu-Natal a Suazilandia y el nordeste de la provincia de Limpopo.
Tiene una envergadura de ala de 65-72 mm los machos y 80-90 mm la hembras. Los adulto están en vuelo todo el año, con un aumento en marzo a junio.
Las larvas se alimentan de especies de Deinbollia (incluyendo Deinbollia oblongifolia), Sapindus, Blighia y Phialodiscus.